# 旧車会
旧車会（きゅうしゃかい）とは、いわゆる旧車（現在販売されていない古い年式の車両）と呼ばれる自動車やオートバイを愛好する者が集まって作られた団体・組織（クラブ）である。日本国内において、全国各地に様々な内容の旧車会が多数存在する。

## 概要
旧車は既に製造が中止された希少な車両であるため、維持管理には手間や費用がかかり、知識や情報も必要とされる。その負担を低減するために愛好家が集まり、希少な部品を融通し合ったり、知識や情報を共有する、というのが旧車会の一般的なあり方である。中にはそこまで深い関係は持たず、愛好家同士が交流・歓談する、あるいはインターネット上で意見交換する程度のクラブも存在する。旧車会には、自動車主体のクラブもあればオートバイ主体のクラブもあり、その両方の愛好家が参加できるクラブも存在する。クラブの方針により会費制と非会費制の両方が存在するが、アマチュアによって非営利目的で運営されているのが一般的である。
多くの場合、旧車会への参加には資格が必要である。以下に例を挙げる。
- 旧車とされる車両を現在所有していること。何を旧車と見なすかは、そのクラブの判断基準に拠る。
- 例外的に、旧車を所有していなくても興味や熱意を持っていること。
- メーカー別に組織されたクラブの場合、そのメーカー製の旧車を所有すること。
- 車種別に組織されたクラブの場合、所有する旧車はそのクラブが認める特定の車種であること。

特定の車種を愛好する者によって構成される「オーナーズクラブ」とは非常に近い存在であるが、現行モデルを対象とせず絶版モデルに特化しているのが旧車会の特徴と言える。また、類似する名称の「旧車會」とは、同じように旧車を愛好する点では共通性があるものの、その構成メンバーの性質や行動において差異が見られる。

## 旧車会と旧車會
2000年代初頭から、かつて暴走族などの反社会的集団を構成していた者が「旧車會」を名乗って集まる事例が増えてきている。その実態は、違法改造車による成人版暴走族と化している傾向が強く、騒音や違法改造、共同危険行為などの交通違反によって社会問題化しつつある。一方、メディアにおいては本来の旧車会と旧車會が混同されて報道される事例も多いため、本来の旧車オーナーの集いとしての「旧車会」が、暴走族化した「旧車會」との混同を嫌って名称を変更する例も見受けられる。